# Thomas Vazhapilly
Thomas Anthony Vazhapilly (* 11. April 1940 in Peringottukara, Kerala, Indien) ist ein indischer Geistlicher und emeritierter römisch-katholischer Bischof von Mysore.

## Leben
Thomas Vazhapilly empfing am 2. Dezember 1964 das Sakrament der Priesterweihe.
Am 14. Januar 2003 ernannte ihn Papst Johannes Paul II. zum Bischof von Mysore. Der Erzbischof von Bangalore, Ignatius Paul Pinto, spendete ihm am 25. März desselben Jahres die Bischofsweihe; Mitkonsekratoren waren der Bischof von Chikmagalur, John Baptist Sequeira, und der emeritierte Bischof von Mysore, Joseph Roy.
Papst Franziskus nahm am 25. Januar 2017 seinen altersbedingten Rücktritt an.